# Курт Цайцлер
Курт Цайцлер (нім. Kurt Zeitzler) (9 вересня 1895 — 25 вересня 1963) — німецький генерал. В 1941 начальник штабу групи армій «D», з 24 вересня 1942 року — начальник штабу сухопутних військ. За поразки на Східному фронті знятий з посади у 1944 році.

## Біографія
Син священика. З 1914 року служив в армії. Учасник Першої світової війни, під час якої командував піхотним батальйоном. Після демобілізації армії залишений у рейхсвері.
Початок Другої світової війни зустрів на посаді начальника штабу 22-го армійського корпусу.
Під час Французької і Балканської кампаній, а також німецько-радянської війни — начальник штабу 1-ї танкової армії і групи армій «А».
У 1942 році кілька місяців служив у Франції, в серпні брав участь у відбитті союзного десанту в битві за Дьєпп.
24 вересня того ж року призначений Гітлером начальником генерального штабу сухопутних військ (ОКГ), замінивши на цій посаді Франца Гальдера. Безуспішно намагався врятувати залишки оточеної в Сталінграді 6-ї армії, однак його зусилля не увінчалися успіхом через розбіжності з Гітлером.
Брав участь в розробці планів операції «Цитадель», що закінчилася поразкою німецьких військ на Курській дузі.
Залишався на посаді начальника штабу ОКГ до липня 1944 року, коли був знятий з посади через чергові розбіжності з Гітлером.
«На початку липня 1944 року, незабаром після розгрому німецьких армій в верхів'ях Дніпра, Цайцлер попросив Гітлера про особисту зустріч і став наполягати на виведенні північної групи армій з Прибалтійських республік, перш ніж вони будуть оточені. Гітлер відмовився, почалась галаслива сварка. Оскільки його відставка вже кілька разів відкидалася, Цайцлер виглядав хворим, що давало йому можливість зняти з себе відповідальність, вантаж якої він категорично не бажав нести. Гітлер не залишився в боргу: він позбавив Цайцлера всіх привілеїв, які дає звання, після чого віддав принизливий наказ звільнити непокірного генерала з армії без права носіння форми.»

## Нагороди
- Залізний хрест 2-го і 1-го класу
- Військовий Хрест Фрідріха (Ангальт)
- Нагрудний знак «За поранення» в чорному
- Орден «За військові заслуги» (Болгарія), лицарський хрест з мечами
- Почесний хрест ветерана війни з мечами
- Медаль «За вислугу років у Вермахті» 4-го, 3-го, 2-го і 1-го класу (25 років)
- Застібка до Залізного хреста 2-го і 1-го класу
- Лицарський хрест Залізного хреста (18 травня 1941)
- Орден Хреста Свободи 1-го класу із зіркою і мечами (Фінляндія)